# Miraveche (kommunhuvudort)
Miraveche (baskiska: Mirabetxe) är en kommunhuvudort i Spanien.   Den ligger i provinsen Provincia de Burgos och regionen Kastilien och Leon, i den norra delen av landet, 250 km norr om huvudstaden Madrid. Miraveche ligger 806 meter över havet och antalet invånare är 103.
Terrängen runt Miraveche är kuperad åt nordost, men åt sydväst är den platt. Runt Miraveche är det glesbefolkat, med 8 invånare per kvadratkilometer. Närmaste större samhälle är Briviesca, 17,1 km sydväst om Miraveche. Trakten runt Miraveche består till största delen av jordbruksmark.